# Traun-Ursprung
Traun-Ursprung nennt man die Quellgewässer der Traun im Toten Gebirge oberhalb Grundlsee.
Der Traun-Ursprung ist eine Quelle (933 m ü. A.) mit  Wasserfall. Er befindet sich in der von Bad Aussee über Grundlsee ostwärts ziehenden Talung oberhalb des Kammersees. Sie kommen aus einer Felswand unterhalb des Elm (2128 m ü. A.). Der Wasserfall ergiesst sich dann am Südfuß der Wand in den Kammersee. Ungeachtet der Tatsache, dass die Traunquelle als solche benannt ist (und der Fluss mit Altausseer Traun nördlich Altaussee und der Kainischtraun am Dachstein noch zwei weitere Quellflüsse hat), kommt noch von Osten Wasser aus dem Kammerboden (Kote 854 m ü. A. knapp einen Kilometer taleinwärts). Amtlich ist jedoch der Traun-Ursprung als Hauptstrang des Gewässers kartiert.
Die Quelle im Karst des Toten Gebirges fließt nur intermittierend und fällt etwa im Sommer und Winter auch trocken, desgleichen das Gerinne vom Kammerboden. Die Traunursprung-Quelle schüttet im Normalfall nur um die 20 Sekundenliter (l/s).
Der Kammersee selbst entwässert im Untergrund weiter in den Toplitzsee, jedoch wurde im 16. Jahrhundert ein Durchbruch geschaffen, um die Holztrift über ein Klauswehr (das nur zu Flößereizwecken geöffnet wurde) zu ermöglichen. Dieser liegt heute immer trocken.
Hydrographisch umfasst das Gewässer Traun-Ursprung den ganzen Wasserpfad bis zum Ufer des Toplitzsees, durchzieht also den Kammersee, auf Karten ist nur der Lauf bis zum See so benannt.
Unterhalb liegt dann der Grundlsee, das eigentliche Quellgewässer der (Grundlseer) Traun, der 2 Kilometer lange Bach zwischen Toplitzsee und Grundlsee wird Toplitzbach genannt. Die Traun wechselt dann noch mehrmals spezielle Namen, bis sie durchgehend nurmehr „Traun“ genannt wird.
Die Wand des Traunursprungs besteht aus stabilem Dachsteinriffkalk, die Quelle ist eine echte Spaltquelle. Oberhalb im Karsthochplateau des Toten Gebirges, vornehmlich Tressensteinkalk und Plassenkalk, befinden sich noch weitere Seen, nämlich der Vorderer und der Hinterer Lahngangsee sowie der Elmsee, (oberflächlich) abflusslose Trogseen. Der Elmsee entwässert wohl sicher zum Traunursprung, die Lahngangseen – und der im Kessel dahinter liegende Dreibrüdersee – eher über Vorder- und Hinterbach direkt in den Toplitzsee. Hier finden sich mit Salzofenhöhle und Elmhöhlensystem zwei bedeutende späleologische Objekte – zweiteres ist stark wasserführend, da es aber von den beiden Windlöchern zwischen Lahngang und Elmgrund her begangen wird, ist der genaue Abfluss noch unerforscht. Das Einzugsgebiet erstreckt sich noch von der Weißen Wand bis an das Rotgschirr, in etwa die Landesgrenze entlang, nördlich des Spitzmandl noch ins Oberösterreichische hinüber.
Die komplexen Abflussverhältnisse des Traunursprungs – und auch der anderen Traunquellgebiete, die Traun ist einer der größeren Alpenflüsse, die direkt aus den Kalkalpen kommen – ist ein viel untersuchtes Forschungsfeld der Karsthydrographie. Auch die Frage der „eigentlichen“ Traunquelle wurde immer wieder diskutiert. Dass der Traun-Ursprung auch tatsächlich als Quelle der Traun genannt wird, ist heute eingebürgert.